# (19584) Sarahgerin
(19584) Sarahgerin (1999 NZ6) – planetoida z pasa głównego asteroid okrążająca Słońce w ciągu 4,32 lat w średniej odległości 2,65 j.a. Odkryta 13 lipca 1999 roku.